# 劉喬
劉 喬（りゅう きょう、249年 - 311年）は、中国西晋時代の人物。字は仲彦。南陽郡安衆県（現在の河南省南陽市臥竜区）の人。従祖父は後漢の侍中劉廙。父は魏の陳留太守劉阜（『晋書』によると西晋では陳留相）。弟は劉乂。子は劉祐・劉挺。孫は劉耽。曾孫は劉淡・劉柳。玄孫は劉湛。

## 生涯
前漢の宗室の長沙定王劉発の庶子の安衆康侯劉丹の子孫であり、数代に渡り安衆侯を世襲していた。
若い頃に秘書郎に任じられ、やがて建威将軍王戎の招集を受けて参軍となった。
咸寧5年（279年）、西晋が呉征伐の戦を起こした時、王戎の命により劉喬は同じく参軍の羅尚と共に長江を渡った。その後、龍驤将軍・監梁益二州諸軍事王濬と合流して共に武昌へ侵攻し、江夏郡太守劉朗と都督武昌諸軍事虞昺を降伏させた。戦役を終えて帰還すると、功績により滎陽県令に任じられた。やがて太子洗馬に移った。
永平元年（291年）3月、皇后賈南風・宦官董猛・殿中中郎孟観・李肇・楚王司馬瑋らが外戚の楊駿誅殺を掲げて政変を起こすと、劉喬はこれに加担して共に楊駿を討った。功績により関中侯の爵位を賜り、尚書右丞に任じられた。
永康元年（300年）、趙王司馬倫が賈南風・賈謐らの誅殺を目論んで兵を挙げると、劉喬はこれに協力した。賈氏一派が尽く誅殺されると、功績により安衆男に封じられ、散騎常侍に昇進した。やがて御史中丞に移った。
永康2年（301年）4月、左将軍王輿が政変を起こして司馬倫を失脚させると、代わって斉王司馬冏が朝政を管轄した。司馬冏の腹心である典枢機董艾は朝廷を傾ける程の権勢を誇っており、百官は決してその意向に逆らおうとしなかった。ただ劉喬だけは董艾の振る舞いを弾劾し、その罪を二十日の間に六度も奏上した。董艾はこれを疎ましく思い、尚書右丞苟晞へ劉喬の官を免じるように遠回しに告げた。これにより、劉喬は屯騎校尉に降格となった。
太安2年（303年）、蛮族の張昌が江夏で挙兵すると、劉喬は出征して威遠将軍・豫州刺史に任じられ、汝南に駐屯した。これを知った張昌は配下の黄林に2万の兵を与えて豫州へ侵攻させたが、劉喬はこれを撃退した。7月、劉喬は配下の李楊らを江夏に派遣し、荊州刺史劉弘と協力して張昌を滅ぼした。功績により左将軍に昇進した。
永安元年（304年）11月、河間王司馬顒の側近である張方が恵帝を伴って長安への遷都を強行すると、劉喬は諸州郡と共に兵を興し、皇帝の奪還を目論んだ。永興2年（305年）8月、東海王司馬越は都督幽州諸軍事王浚・范陽王司馬虓と結託し、司馬顒・張方討伐を掲げて挙兵した。この時、司馬越は承制（皇帝に代わって諸侯や守相を任命する事）を行い、劉喬を安北将軍・冀州刺史に移らせ、代わって司馬虓に豫州刺史を兼任させた。また、劉輿を潁川郡太守に、その弟の劉琨を司馬虓の司馬に任じた。だが、これらはあくまで司馬越の独断による任官であったので、劉喬はその命令を拒絶し、司馬越一派と対立するようになった。遂には尚書に上言して劉輿兄弟の罪悪について訴えると共に、司馬顒の下へ使者を派遣して応援を要請した。さらには兵を興して許昌の司馬虓を攻撃し、さらに長男の劉祐を蕭県の霊璧に進ませて司馬越の行軍を阻ませた。東平王司馬楙もまた司馬越・司馬虓らと対立すると、劉喬に加担した。
10月、司馬顒は劉喬からの上書を受け取ると、詔を発して鎮南将軍劉弘・征東大将軍劉準・平南将軍彭城王司馬釈に劉喬へ加勢するよう命じた。さらに、成都王司馬穎に将軍楼褒らを、元車騎将軍石超に北中郎将王闡らを率いさせ、洛陽北の河橋に向かわせて劉喬の後援とした。また、劉喬自身は鎮東将軍に任じられて符節が与えられ、長男の劉祐は東郡太守に任じられた。ただ、司馬顒は劉喬の力を頼みとしていたものの、彼の献策を聞き入れることはなかったという。
劉弘は劉喬と司馬越それぞれに手紙を送り、争いを止めて共に皇室を補佐するよう呼びかけたが、両者とも受け入れなかった。
劉喬は許昌を攻略すると、司馬虓・劉琨を河北へ敗走させた。この時、劉喬は劉琨の父母を捕らえると、脅して囚人護送車に乗せた。
12月、司馬虓・劉琨は王浚の支援を受け、騎兵五千を率いて黄河を渡ると、王闡・石超らを撃破してその首級を挙げた。劉喬は司馬虓らの襲来を知ると、考城に拠って阻んだが、敗北を喫した。その為、敗残兵をかき集めると、考城から撤退した。さらに司馬虓らは司馬楙を廩丘で撃破し、また劉琨は兵を分けて許昌へ侵攻すると、許昌の兵は戦わずしてこれを迎え入れた。その後、劉琨は司馬越と合流し、共に劉祐を攻め立てた。劉祐は譙で敗北を喫し、戦死してしまった。これにより劉喬の軍勢も散亡してしまい、劉喬はただ五百騎のみを従えて平氏に駐屯した。
光熙元年（306年）5月、王浚配下の祁弘が長安を攻略し、恵帝を奪還した。司馬越は混乱を鎮める為に劉喬の罪を問わず、上表して太傅軍諮祭酒に任じた。
永嘉5年（311年）3月、司馬越が洛陽の兵20万余りを率いて前趙の鎮東大将軍石勒討伐に乗り出すと、劉喬はこれに従軍した。司馬越がその途上で陣没すると、劉喬は都督豫州諸軍事・鎮東将軍・豫州刺史に任じられた。4月、晋軍は指揮官不在のまま、司馬越の封国の東海国に進軍していたが、石勒の強襲を受けて壊滅した。これにより劉喬は捕縛され、他の将校と共に処刑された。享年63であった。
建興末年、愍帝は劉喬に司空を追贈した。

## 逸話
斉王司馬冏が大司馬に任じられた時、侍中嵆紹は司馬冏に重んじられ、いつも段を降りてから迎え入れられるほどであった。だが、劉喬はこれを不満に思って司馬冏へ「裴（裴頠）や張（張華）が誅殺された時、朝臣はみな孫秀を恐れ憚っており、彼からの財物を受け取らない事は出来ませんでした。ならば紹（嵆紹）は今、何を恐れて裴家の車牛や張家の奴婢を蓄えているというのでしょうか。楽彦輔（楽広の字）が来た時でさえ、公（司馬冏）は下床しなかったというのに、どうして紹にだけ敬を加えているのでしょうか」と述べたので、司馬冏は嵆紹への特別待遇を取り止めた。ある時、嵆紹は劉喬へ「大司馬（司馬冏）はなぜ客人を迎えなくなったのか」と問うと、劉喬は「正人からの忠言があり、卿（嵆紹）は出迎えるには値しないと悟ったのです」と返した。また嵆紹は「正人とは誰か」と問うと、劉喬は「それは遠くないところにいるでしょう」と答えたので、遂に嵆紹は黙り込んでしまったという。